# ジャコババード飛行場
ジャコババード飛行場（-ひこうじょう、英: Jacobabad Airbase）は、パキスタン・イスラム共和国シンド州ジャコババードにあるパキスタン空軍の軍用飛行場であるが民間航空と共用される。

## 就航路線
- パキスタン国際航空（モヘンジョダロ）